# HC Jaguars Lipolec
HC Jaguars Lipolec (celým názvem: Hockey Club Jaguars Lipolec) byl český klub ledního hokeje, který sídlil ve městě Dačice v Jihočeském kraji. Zanikl v roce 2007. V sezóně 2006/07 působil v Jihočeském krajském přeboru, čtvrté české nejvyšší soutěži ledního hokeje.

## Historické názvy
- HC Ferrax Lipolec (Hockey Club Ferrax Lipolec)
- 2005 – HC Jaguars Lipolec (Hockey Club Jaguars Lipolec)
- 2007 – zánik

## Přehled ligové účasti
Stručný přehled
Zdroj: 
- 2003–2007: Jihočeský krajský přebor (4. ligová úroveň v České republice)

Jednotlivé ročníky
Zdroj: 
Legenda: ZČ - základní část, červené podbarvení - sestup, zelené podbarvení - postup, fialové podbarvení - reorganizace, změna skupiny či soutěže
| Česko (2003 – 2007) |                          |           |           |                                       |                      |
| Sezóny              | Soutěž                   | Úroveň    | ZČ        | Play-off, nadstavba, sk. o udržení... | Poznámky             |
| 2003/04             | Jihočeský krajský přebor | 4. úroveň | 10. místo |                                       |                      |
| 2004/05             | Jihočeský krajský přebor | 4. úroveň | 10. místo |                                       |                      |
| 2005/06             | Jihočeský krajský přebor | 4. úroveň | 7. místo  | Čtvrtfinále                           |                      |
| 2006/07             | Jihočeský krajský přebor | 4. úroveň | 10. místo |                                       | Odhlášení ze soutěže |